# Tổng lãnh thiên thần
Tổng lãnh thiên thần, Đại thiên thần, Tổng lãnh thiên sứ, Thiên sứ trưởng, hay Trưởng thiên sứ là thứ bậc cao trong hàng ngũ thấp của các Thiên thần. bởi vì trên còn nhiều cấp Phẩm trật Thiên thần cao hơn. Tổng lãnh thiên thần được biết đến qua nhiều tôn giáo, truyền thống khác nhau, trong đó có Do Thái giáo, Kitô giáo, Hồi giáo và Bái hỏa giáo.
Từ Tổng lãnh Thiên thần (archangel) bắt nguồn từ tiếng Hy Lạp αρχάγγελος archangelos = αρχ- arch- ("đầu tiên, bậc nhất, thủ lĩnh") và άγγελος angelos ("người đưa tin").

## Trong Do thái giáo
Không có một định nghĩa rõ ràng về Tổng lãnh thiên thần một cách kinh điển từ trong Kinh thánh Hebrew (Cựu Ước). Thực vậy ngay cả Thiên thần cũng ít xuất hiện trong các văn bản về sau như Daniel, tuy thế họ cũng có được đề cập một cách ngắn gọn qua những câu chuyện của Jacob (người mà theo nhiều nguồn, đã từng vật lộn với thiên thần) và Lot (người được các thiên thần cảnh báo về sự hủy diệt của hai thành phố Sodom và Gomorrah). Nguồn gần đây nhất về các tổng lãnh thiên thần là trong các tác phẩm văn học trong thời kỳ interdepartmental.
Sự suy đoán rộng rãi cho rằng sự hứng thú của niềm tin Do Thái giáo về thiên thần bắt nguồn từ thời kỳ bị cầm giữ bởi người Babylon.
Theo Rabbi Simeon ben Lakish của xứ Tiberias (230–270 Sau công nguyên), tất cả các tên của các thiên thần được người Do Thái mang về từ Babylon.
Trong truyền thống của các giáo sĩ Do Thái, lễ Kabbalah, Sách Enoch chương 20, và trong Cuộc đời của Adam và Eve số lượng thường có của tổng lãnh thiên thần là 7 và họ là các thiên thần quan trọng nhất. Ba thiên thần có vị trí cao nhất: Michael, Raphael, và Gabriel. Và có một sự tranh cãi về tám cái tên, một trong số đó không phải là một Tổng lãnh thiên thần. Họ là: Uriel, Sariel, Raguel, Remiel (possibly the Ramiel of the Apocalypse của Baruch, được nói rằng nắm quyền thống lãnh tối cao Đội quân thiên đường), Zadkiel, Jophiel, Haniel và Chamuel.
Thêm vào đó, truyền thống Do Thái thường hay cho đọc các bài thơ ca ngợi thiên thần trước lễ Sa-bát. Bài thơ có tên là "Shalom Aleichem", có nghĩa là Hòa bình cho thế giới (nói đến các thiên thần).

## Kitô giáo
Trong truyền thống Kitô giáo, ba Tổng lãnh Thiên thần được nhắc đến là Michael, Gabriel và Raphael. Cả ba Tổng lãnh Thiên thần này được tưởng niệm chung trong ngày phụng vụ 29 tháng 9 hàng năm.

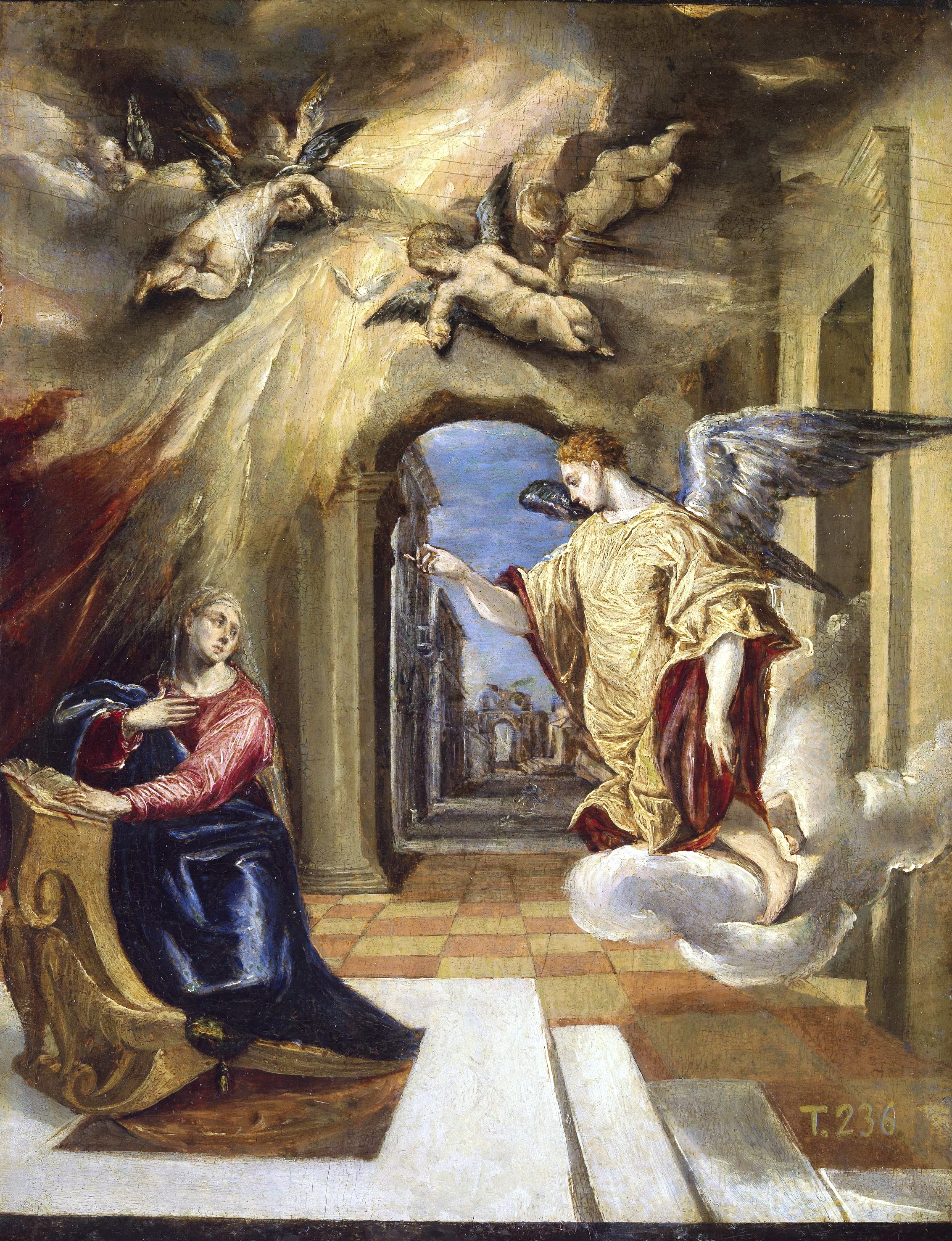
Gabriel, Tổng lãnh thiên thần của Thiên chúa, báo tin cho Maria là bà đang mang thai chúa Giê-su. Vẽ bởi El Greco (1575)

Kinh Tân Ước nói về thiên thần rất nhiều lần, nhưng chỉ hai lần nhắc đến các Tổng lãnh Thiên thần. Tổng lãnh Thiên thần Michael được nhắc đến trong Thư của Thánh Giu-đa (Jude 1.9): "Khi bàn cãi và tranh luận với quỷ về thi hài ông Mô-sê, ngay cả tổng lãnh thiên thần Mi-ca-en cũng không dám đưa ra một phán quyết nào phạm đến nó, mà chỉ nói: Xin Chúa trừng phạt ngươi!". Bức thư thứ nhất của Thánh Phao-lô tông đồ gửi tín hữu Thessalonians (1 Thessalonians 4:16) viết rằng: "Vì khi hiệu lệnh ban ra, khi tiếng tổng lãnh thiên thần và tiếng kèn của Thiên Chúa vang lên, thì chính Chúa sẽ từ trời ngự xuống, và những người đã chết trong Đức Ki-tô sẽ sống lại trước tiên".
Tổng lãnh Thiên thần Rafael được nhắc đến trong Sách Tobit 12:15 của Cựu Ước: "Tôi đây là Ra-pha-en, một trong bảy thiên sứ luôn hầu cận và vào chầu trước nhan vinh hiển của Đức Chúa".
Cuốn sách thứ tư của Esdras đề cập đến Tổng lãnh Thiên thần Uriel và Jeremiel, nhưng tài liệu này chưa bao giờ được coi là một phần của Kinh thánh Công giáo.
Giáo hội Công giáo không chính thức công nhận những Tổng lãnh Thiên thần được nhắc đến trong một số nguồn tài liệu nằm ngoài Kinh thánh Công giáo như Raguel, Saraqael và Remiel (Sách Enoch) hoặc Izidkiel, Hanael và Kepharel.
Chính thống giáo phương Đông cho rằng "có hàng nghìn Tổng lãnh Thiên Thần" nhưng chỉ tôn kính bảy người trong số họ theo tên. trong đó có Uriel và các tên khác thường thấy là Selaphiel, Jegudiel, và Barachiel.
Đôi khi có cả Satan (tên là Satanel trong Sách Enoch) được coi như là một Tổng lãnh thiên thần sa ngã có tên là Lucifer.
Vài phong trào Kháng cách nhìn nhận Michael như là Tổng lãnh thiên thần chính, là người duy nhất được đề cập đến một cách rõ ràng trong quy tắc Kháng Cách thuộc Kinh thánh.

Những phiên bản kinh thánh được sử dụng bởi các phong trào Kháng cách, trừ Apocrypha, không đề cập đến "Raphael" và ông chưa bao giờ được họ công nhận. Raphael, bên cạnh đó được đề cập trong Sách Tobit, một trong những Sách Deuterocanonical. Trong truyện nói Raphael đến từ sự giúp đỡ Tobit, giúp ông thoát cảnh mù lòa và con trai của ông đóng một vai trò quan trọng trong Sách Enoch 

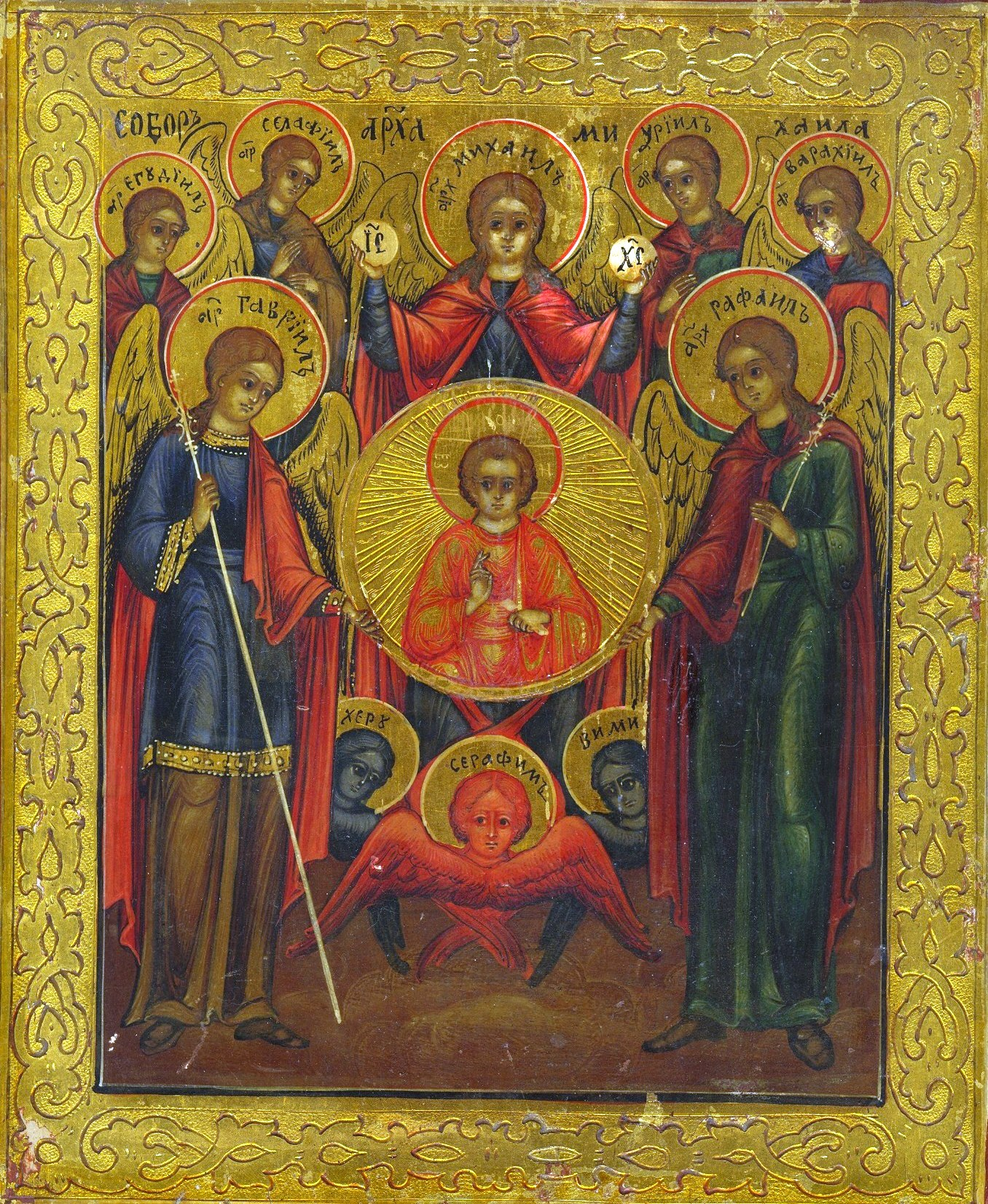
Bảy Tổng lãnh Thiên thần trong Chính thống giáo Đông phương. Từ trái qua phải: Jegudiel, Gabriel, Selaphiel, Michael, Uriel, Raphael, Barachiel.

Tương phản với số đông Phong trào Kháng Cách, như là Seventh-day Adventists, phúc âm Baptist Charles Spurgeon và mục sư phản giáo Matthew Henry, những người tin rằng Tổng lãnh thiên thần Michael không những là một thiên thần mà còn là một tạo vật tự có, người con trai thần thánh của Thiên chúa. Ở góc nhìn "Tổng lãnh Thiên thần" có nghĩa là "thiên sứ trưởng" hơn là "trưởng thiên sứ" và chức danh này giống như là "Người đứng đầu đội quân" (Daniel 8:11)

## Hồi giáo

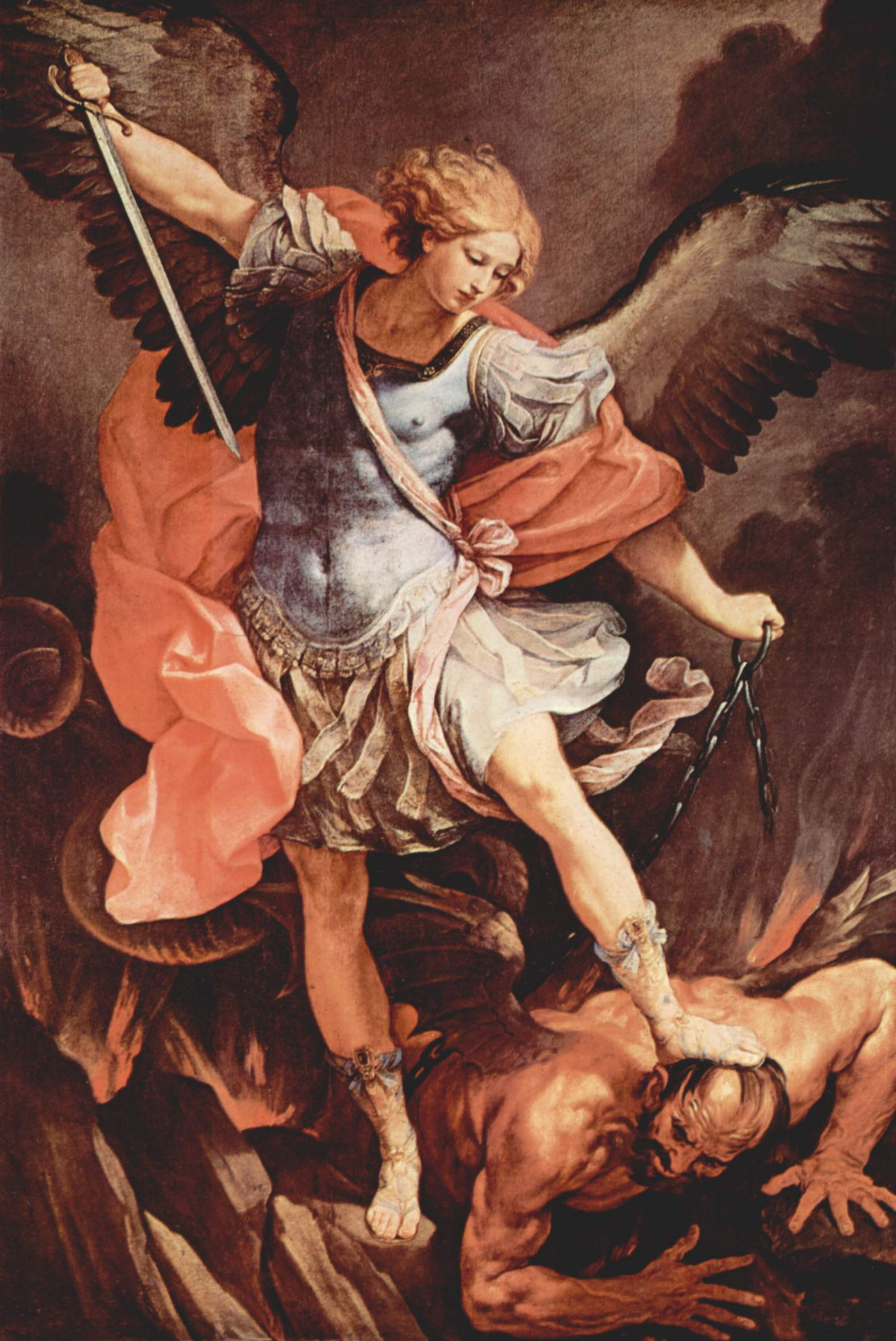
Tổng lãnh thiên thần Michael đạp đầu Satan - một tạo hình phổ biến về Michael. Tranh vẽ của Guido Reni, 1636.

Trong Hồi giáo, tên của các Tổng lãnh Thiên thần bao gồm Michael hay Mikail, Gabriel hay Jibril (Tổng lãnh thiên thần của sự khai sáng; người mang Kinh Côran từ Thiên chúa đến cho Muhammad), và Thiên thần của cái chết- tên chính của thiên thần này là Izra bên cạnh đó, không được đề cập trong các kinh thánh khác. Những cái tên của các "Thiên thần của cái chết" hay Malak al-Maut, Israfil hay Israfil (Tổng lãnh thiên thần sẽ thổi tù và trong Ngày Phán xét), Maalik (người giữ Địa ngục), Munkar và Nakir (các Phán thiên thần người sẽ hỏi các linh hồn về cuộc sống của họ tại trần gian) và Radwan (người giữ Thiên đàng). Cả Israfil hay Izrail không được đề cập đế trong kinh Côran, bên cạnh đó, cả Nakir và Munkar không được đề cập đến như là những Tổng lãnh Thiên thần trong kinh Côran cũng như các văn bản Hồi giáo khác.

## Các truyền thống khác
Các nhà huyền thuật Do Thái thường đề cập đến các Tổng lãnh Thiên thần theo các nguyên tố hoặc màu sắc. Trong các hệ thống huyền thuật Do Thái, cả bốn Tổng lãnh Thiên thần chính (Michael, Gabriel, Raphael và Uriel) bảo vệ bốn góc hay bốn vị trí và màu sắc của họ tương ứng với các đặc tính của ma thuật.
Trong Nghệ thuật, Tổng lãnh Thiên thần thường được miêu tả với đôi cánh lớn và có nhiều mắt. Những thiên thần thường được mô tả là Gabriel, Michael, Raphael, Metatron, Uriel, và Raguel.
Saraqael được mô tả là sẽ theo dõi các "Linh hồn tội lỗi trong các linh hồn". (Sách Enoch 20:7, 8)